# Sint-Petruskerk (Ureterp)
De Sint-Petruskerk (in de volksmond ook wel de Sint-Pieterskerk) in de Friese plaats Ureterp is een oorspronkelijk in de 13e eeuw gebouwde kerk en daarmee het oudste bouwwerk van het dorp. Het doet nog steeds dienst als godshuis van de Hervormde Gemeente Opsterland-Noord. Deze gemeente heeft ook het kerkje aan de Binnenwei in Siegerswoude in haar bezit.

## Geschiedenis

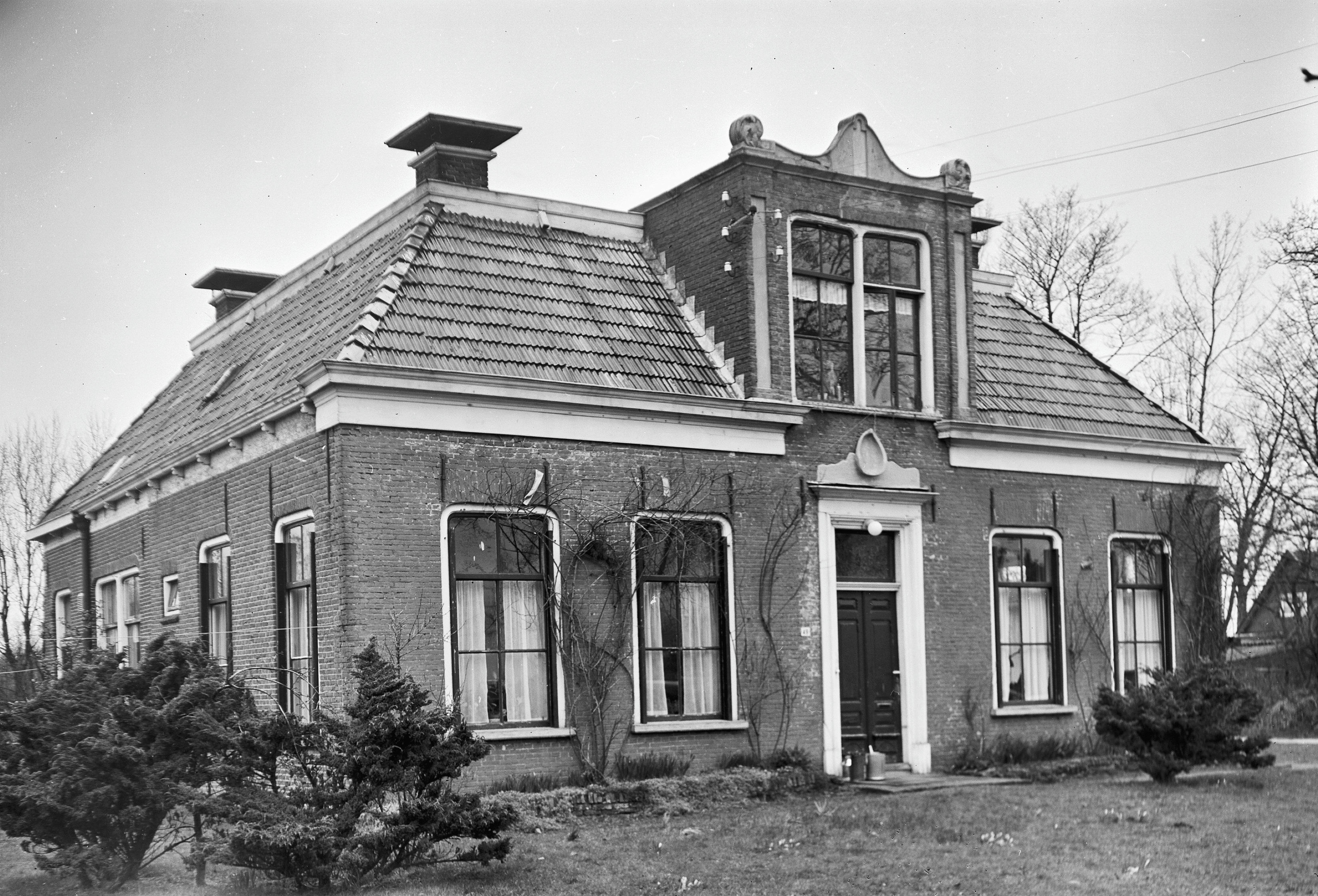
De pastoriewoning in 1966

De kerk ligt ten westen van het dorp Ureterp en werd omstreeks 1250 als katholieke kerk gebouwd door de cisterciënzers die vanuit klooster Mariëngaarde bij Hallum op diverse plaatsen in Friesland uithoven en kerken bouwden.  Na de reformatie in 1580 is het een protestantse kerk geworden.
De kerk is oorspronkelijk grotendeels gebouwd met grote Friese kloostermoppen. Grote delen van de kerk, zoals de noord- en oostmuur, zijn omstreeks 1800 vernieuwd. Aan de zuidzijde is het middeleeuwse karakter van de kerk nog af te lezen. Aan de oostelijke kant van de muur heeft een rondbogige opening gezeten, die waarschijnlijk duidt op een hagioscoop. ook zien we hier een dichtgemetselde ingang. Boven in de muur is een geprofileerde stenen gootlijst te zien die aan de westzijde eindigt in een nieuwe, klassiek uitziende, kroonlijst.
De voormalige (rode) pastorie staat tegenover de kerk en werd in 1787 gebouwd en als zodanig tot 1970 gebruikt. Het huis naast de kerk is vroeger het kostershuis geweest.

## Beschrijving
Kerk en toren zijn erkend als rijksmonument.

### Toren
Ook de ongelede kerktoren dateert uit de 13e eeuw. De toren heeft geen fundamenten maar staat los op een bult zand. Door de dikke muren, onder 1,60 m en boven 70 cm, is deze zo lang blijven staan. Er zitten lichtspleten in het muurwerk en bovenin zit aan elke zijde een rondbogig galmgatenpaar. Op het zadeldak staat een windwijzer in de vorm van een paard. Inwendig staat de ingang tot de toren in een spitsboognis,geflankeerd door twee rondboognissen. In de hoeken van de benedenruimte laten muralen en pendentiefs de restanten van een koepelgewelf zien. Het traliewerk in de deur naar de benedenruimte herinnert ons aan dat deze gebruikt werd als cachot. In de 16e eeuw zijn in de toren twee klokken gehangen. In de 18e eeuw waren deze alweer verdwenen. In de jaren 50 heeft de toren een restauratie ondergaan waarmee het weer met de oorspronkelijke kloostermoppen in oude staat is teruggebracht.

### Interieur
De preekstoel, met uitzondering van het klankbord, dateert uit de 17e eeuw. De preekstoel is een aantal keren verplaatst. In 1887 heeft de preekstoel zijn huidige plaats gekregen. Toen is ook in de rechte oostelijke muur een groot (neogotisch)raam aangebracht. De vloer is grotendeels van hout en ter hoogte van het koor is deze betegeld met daarin drie grafstenen. De opschriften vertellen ons welke beroepen de overleden hadden: kuiper, brouwer en bedienaer des goddelyken woords.
Petrus Theodorus Crans, was de eerste predikant van de zelfstandige kerkelijke gemeente van Ureterp/Siegerswoude. Het orgel is in 1904 gebouwd door Bakker & Timmenga. In 2014 werd de kerk van binnen grondig verbouwd.

## Klokkenstoel

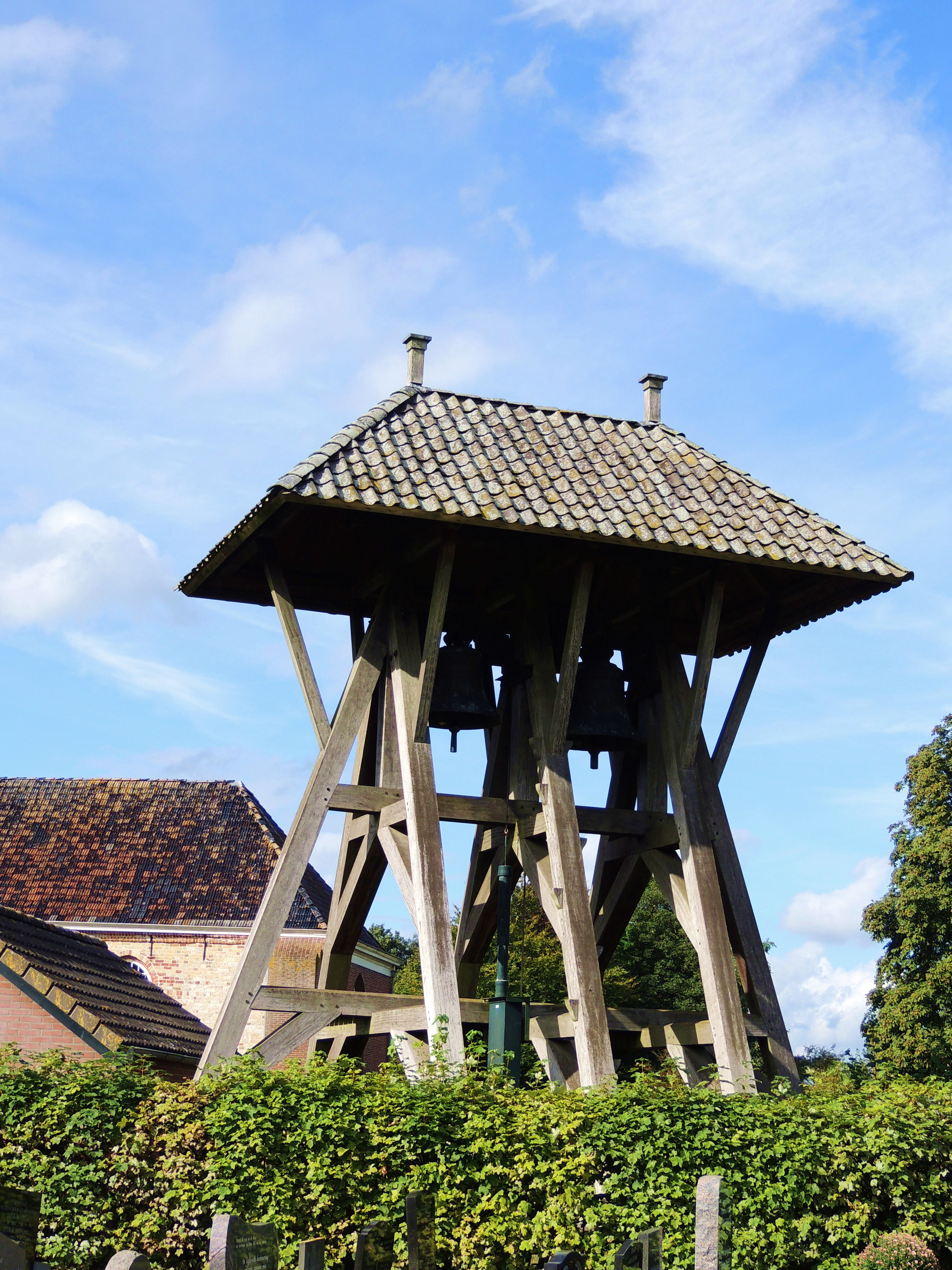
Klokkenstoel Selmien East 47

Vanaf omstreeks 1600 tot 1766 hebben er twee klokken in de kerktoren gehangen, vandaar de galmgaten. Omdat de toren rond 1766 in zo'n slechte staat was werd er besloten een houten klokkenstoel te bouwen. Deze stond voor op het kerkhof waar nu de kleine ingang is. In 1873 werd de stoel vernieuwd. Maar vanwege klachten over de plaats van de klokkenstoel (paarden sloegen soms op hol bij het luiden doordat de klokkenstoel zo dicht bij de weg stond)werd besloten deze nu achter de kerk neer te zetten. In 1943 zijn de twee luidklokken uit 1771 en 1932 door de Duitsers ten behoeve van de wapenindustrie in de Tweede Wereldoorlog weggeroofd. In 1948 werden zij vervangen door twee nieuwe klokken. De nieuwe klokken konden aangeschaft worden na een financiële inzameling onder de bevolking en de plaatselijke uitvaartvereniging werd toen de eigenaar van zowel de klokkenstoel als de klokken. Hierbij werd een van de klokken voorzien van een mechanisme waardoor deze automatisch kan luiden. In 1982 werd de klokkenstoel totaal gerestaureerd. Deze klok luidt elke dag drie maal, 's morgens omstreeks 8 uur, 's middags omstreeks 12 uur en 's avonds omstreeks 6 uur. De andere klok wordt onder andere gebruikt voor begrafenissen. Op beide klokken staat een randschrift. Het randschrift op respectievelijk de grote en kleine klok is:
- Ik bounzje drôf, ik bounzje bliid – GOD jowt alles op SYN tiid.

(Ik bons droevig, ik bons blij - GOD geeft alles op zijn tijd.)
- Al moast ús folk yn d’oarloch hast ferbliede, foar frije Friezen meie wy wer liede.

(Al moest ons volk in de oorlog bijna doodbloeden, voor vrije Friezen mogen wij weer luiden.)
Sinds 2008 is, naast de kerktoren, ook de klokkenstoel in het bezit van de gemeente Opsterland.